# Parlementsverkiezingen in Mali (2002)

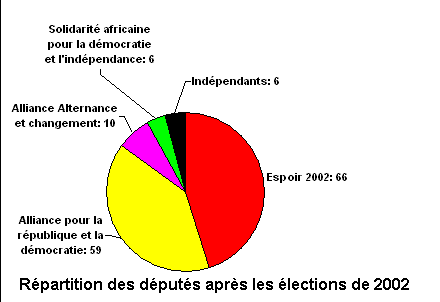
Zetelverdeling

De Parlementsverkiezingen in Mali van 2002 vonden op plaats op 14 juli (eerste ronde) en 28 juli (tweede ronde) en werden gewonnen door de lijstverbinding Espoir 2002 (met de Rassemblement pour le Mali als belangrijkste partij) die 66 zetels verwierf in de Nationale Vergadering. In het kielzog van Espoir 2002 eindigde de lijstverbinding Alliance pour la république et la démocratie (ARD) waar de partij Alliance pour la Démocratie au Mali - tot dan toe de machtigste partij in het parlement en tot aan de presidentsverkiezingen van mei 2002 de regeringspartij - deel van uitmaakte. Deze lijstverbinding kreeg 59 zetels.
| Partij                                                                                            | Zetels    | %         |
| ------------------------------------------------------------------------------------------------- | --------- | --------- |
| Espoir 2002 (Rassemblement pour le Mali en bondgenoten)                                           | 66        |           |
| Alliance pour la république et la démocratie (Alliance pour la Démocratie au Mali en bondgenoten) | 59        |           |
| Alliance Alternance et changement (rond de persoon van Amadou Toumani Touré)                      | 10        |           |
| Solidarité africaine pour la démocratie et l'indépendance                                         | 6         |           |
| Partijloos                                                                                        | 6         |           |
| Malinezen in het buitenland                                                                       | 13        |           |
| Totaal                                                                                            | 160       |           |
|                                                                                                   |           |           |
| Opkomst                                                                                           | Opkomst   | 23,00     |
| Totaal aantal kiesgerechtigden                                                                    | 5.249.571 | 5.249.571 |
| Bron: AED                                                                                         |           |           |